# 21509 Lucascavin
Lucascavin (asteróide 21509) é um asteróide da cintura principal, a 2,02338707 UA. Possui uma excentricidade de 0,11297155 e um período orbital de 1 258,38 dias (3,45 anos).
Lucascavin tem uma velocidade orbital média de 19,72068674 km/s e uma inclinação de 5,98691026º.
Este asteróide foi descoberto em 22 de Maio de 1998 por LINEAR.